# War Requiem (film)
War Requiem è un film del 1989 diretto da Derek Jarman.
Il film è una rappresentazione visiva dell'opera musicale omonima di Benjamin Britten composta nel 1961-1962 per l'inaugurazione della Cattedrale di Coventry restaurata dopo la distruzione bellica del 1940.
La colonna sonora del film è tratta dall'esecuzione di War Requiem diretta da Britten nel 1963 alla Kingsway Hall di Londra, con solisti Galina Vishnevskaya, Peter Pears e Dietrich Fischer-Dieskau.
È stato l'ultimo film interpretato da Laurence Olivier. È una storia senza dialoghi.

## Produzione

### Riprese
Le riprese del film si sono svolte all'Ospedale di Darenth Park nel Kent, a partire dal 17 ottobre 1988 e sono durate 18 giorni. È uscito nelle seguenti date nei paesi di lingua inglese:
- Regno Unito, 6 gennaio 1989
- Canada, 12 settembre 1989
- Stati Uniti, 26 gennaio 1990

## Distribuzione
Il film  è uscito su VHS e LaserDisc nel 1990 ma a causa della sua distribuzione limitata, le copie sono piuttosto rare. Un DVD per gli Stati Uniti  è disponibile presso Kino International.